# Johannes Aigner (sciatore)
Johannes Aigner (Neunkirchen, 29 aprile 2005) è uno sciatore alpino austriaco ipovedente, che ha rappresentato l'Austria nello sci alpino paralimpico ai Giochi paralimpici invernali del 2022 a Pechino, vincitore di cinque medaglie, di cui due medaglie d'oro.

## Biografia
La sorella gemella di Aigner, Barbara, e la sorella maggiore Veronika sono entrambe sciatrici alpine non vedenti. Ha altre due sorelle, Elisabeth e Irmgard, tutte e due guide vedenti nelle gare della sorella Veronika.
Aigner ha fatto il suo debutto ai Campionati mondiali di sport sulla neve del 2021, dove ha vinto medaglie d'oro nello slalom e nell'evento parallelo e medaglie d'argento negli eventi di super-g e slalom gigante.
Aigner ha gareggiato alle Paralimpiadi invernali del 2022 e ha vinto medaglie d'oro nella discesa libera e nello slalom gigante, medaglie d'argento nella supercombinata e nello slalom speciale e una medaglia di bronzo nel superG.
Ai Mondiali di Espot 2023 ha vinto la medaglia d'oro nella discesa libera e nella combinata, quella d'argento nel supergigante e nello slalom gigante e non ha completato lo slalom speciale; in quella stessa stagione 2022-2023 in Coppa del Mondo si è aggiudicato sia la classifica generale, sia quelle di discesa libera, supergigante e slalom speciale ed è stato 3º in quella di slalom gigante. Anche nella stagione 2023-2024 in Coppa del Mondo si è aggiudicato la classifica generale, quelle di discesa libera, supergigante e slalom gigante ed è stato 2º in quella di slalom speciale.
L'anno dopo ai Mondiali di Maribor 2025 si è classificato 4º sia nello slalom gigante sia nello slalom speciale; in quella stagione 2024-2025 in Coppa del Mondo si è aggiudicato le classifiche generale, di discesa libera e di supergigante.

## Palmarès

### Mondiali
- 8 medaglie:
  - 4 ori (slalom speciale, parallelo a Lillehammer 2021; discesa libera, combinata a Espot 2023)
  - 4 argenti (supergigante, slalom gigante a Lillehammer 2021; supergigante, slalom gigante a Espot 2023)

### Paralimpiadi
- 5 medaglie:
  - 2 ori (discesa libera e slalom gigante a Pechino 2022)
  - 2 argenti (supercombinata e slalom speciale a Pechino 2022)
  - 1 bronzo (supergigante a Pechino 2022)